# Cole
Cole (Коул) — з 1904 року американський виробник автомобілів. Штаб-квартира розташована в Індіанаполісі, штат Індіана. У 1925 році компанія припинила виробництво автомобілів.

## Джозеф Коул

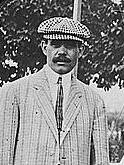
1911 рік

Джозеф Джаер Коул разом із сином мали магазин з продажу запчастин, коліс, газонокосарок і мотоциклів. У 1903 році вони побудували 4-циліндровий автомобіль, який планувалося продавати під маркою Rockford, однак вони занедбали проєкт і переключилися на продаж автомобілів марки «Рамблер».

## Заснування компанії
1904 року Коул купує фірму Gates-Osborne Carriage Company, що займається виробництвом возів для гужового транспорту. Незважаючи на початок ери автомобілізації, гужовий транспорт все ж мав ще великий ринок збуту, і незабаром Коул перейменував фірму в Cole Carriage Company.

## Початок виробництва автомобілів
У 1908 році Коул будує нарешті свій перший автомобіль, який назвав Cole Solid Tire, автомобіль мав два циліндра під капотом, які видавали 14 сил. Це був автомобіль, який відповідав дорожнім умовам тогочасної Америки, колеса були великими, і легко можна було пересуватися бездоріжжям. Одним з інженерів, що допомагали конструювати автомобіль, був Чарльз Кроуфорд, який потім пішов у фірму Stutz.
Щодо першого виїзду існує така легенда, що Коул виїхав на своєму автомобілі до стели «Монумент морякам і солдатам», цей монумент був присвячений солдатам і морякам, загиблим в Американо-мексиканській війні 1812 року, і був добудований у 1901 році. Коул приїхав на місце, і тут виявилося, що він забув встановити на автомобіль гальма, довелося намотувати кола навколо монумента, поки не скінчився бензин. Цього року Коулу вдалося продати 176 автомобілів.
У 1909 році він перейменовує фірму в Cole Motor Car Company і, розуміючи, що за «багі» немає майбутнього, будує новий автомобіль, який отримав назву Model 30, автомобіль мав той же двигун і коробку, що і велике авто. Загалом було випущено 112 машин, «Солід Тайр» теж зберігся у виробництві.
До нового 1910 сезону Коул будує вже 4-колісний автомобіль, який також отримує назву 30, тільки, щоб не було надмірної плутанини, він несе індекс Series 30. Машина була побудована вже в липні і незабаром випробувана на 24-годинних гонках у Брайтон-Біч, де посіла перше місце з 16 виставлених автомобілів.

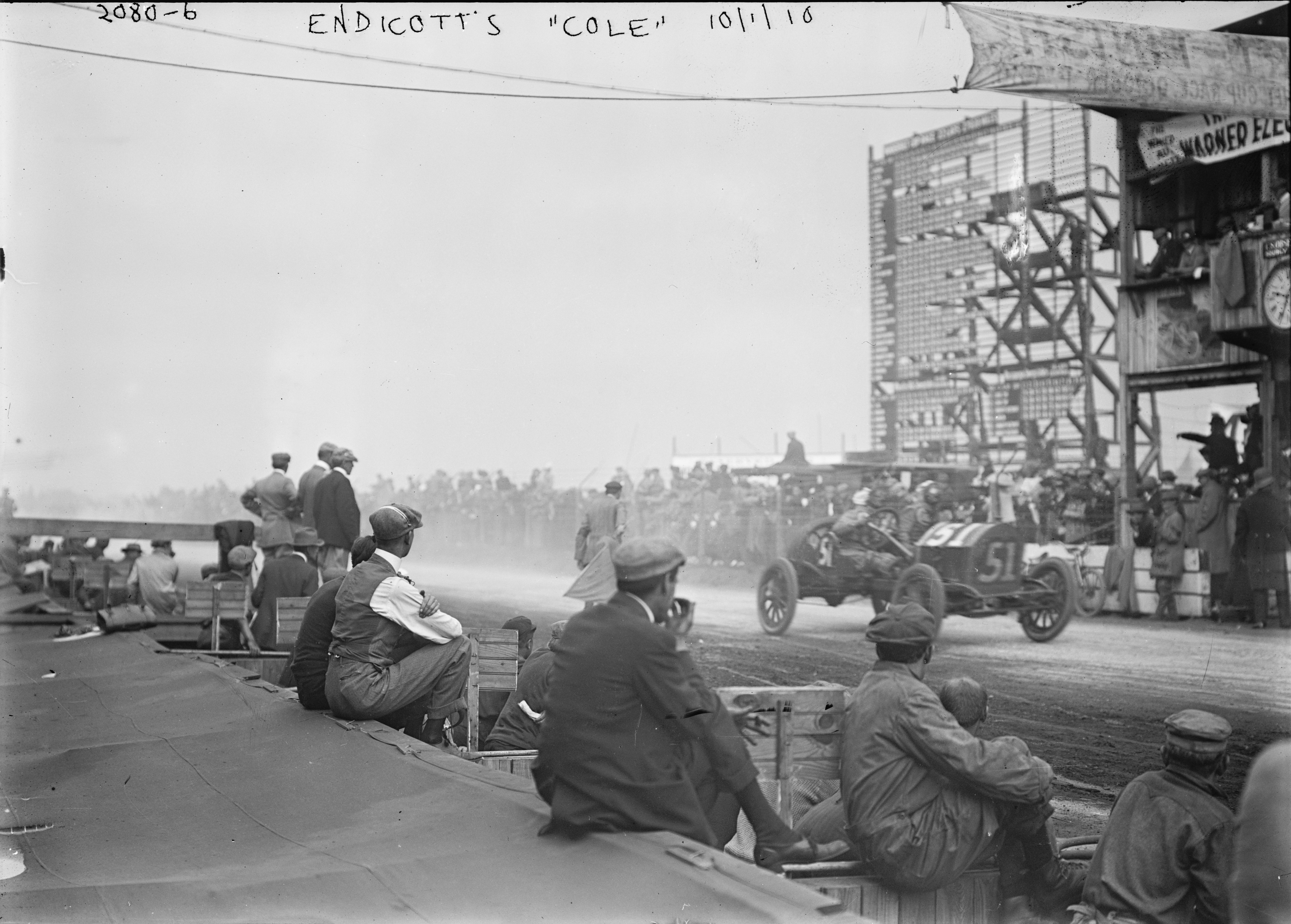
Дикий Білл на Cole Series 30 Flyer

Машина мала двигун об'ємом 3,3 л, який видавав 30 к.с. Кожен автомобіль, перш ніж передати покупцеві, Коул особисто тестував на дорозі загального користування. У 1910 році два автомобілі були виставлені на один з етапів гонок на «Кубок Вандербілда», за кермом одного авто сидів Вільям Ендікотт на прізвисько «Дикий Білл», за кермом другого — Луїс Едвардс. У підсумку до фінішу на тих перегонах першим прийшов «Дикий Білл».
1910 рік ознаменувався також для фірми переходом на швидкознімні колеса з покришками фірми Firestone і дуже серйозним замовленням. Президент США Вільям Тафт замовив у них автомобіль, що спонукало главу США замовити автомобіль у фірми, яка ще вчора випускала автомобілі для бідних верств населення (2-циліндрові авто), невідомо. Однак президентське замовлення і перемоги на гонках підняли рівень продажів до позначки в 783 авто, що в 7 разів більше, ніж роком раніше.
У 1911 році раму автомобіля подовжили, а 4-дверні кузови стали базовим оснащенням автомобілів цієї марки, двигун замінили на 4-циліндровий, фірми The Northway Engine Co, його об'єм був 5,5 л, і видавав він 32 сили.
Також цього року брати Райт встановили ще Коуловий 30-силовий двигун на свій літак і зробили переліт із заходу на схід через всі США.
Через рік моделі 30 на зміну прийшла нова модель — Series 40. Це була машина більшого розміру (шасі збільшилися на 15 см), двигун мав об'єм у 4,2 л і розвивав 40 сил. Цей двигун також будувала фірма «Нортвей». Як стандартне обладнання був стартер фірми Prest-O-Lite.
У 1913 році до цієї моделі додався «Серіес 50» і «Серіес 60».
Перший мав 4-циліндровий двигун 5,5 л, другий був 6-ю, об'ємом 6,2 л, машини були дешевими, таким чином Коул потрапляє в одну цінову нішу разом з «Кадиллаком» і «Паккардом».
Двигуни конструкції Коула випускала все та ж фірма, до речі, фірма «Нортвей» випускала двигуни і для «Кадиллака». Крім того, машини отримують електричне запалювання і освітлення як стандартне обладнання.
Цього року Коул першим введе таке поняття, як стандартизація, він закуповує оснащення у одних і тих же постачальників, тим самим вважаючи, що, по-перше, в разі ремонту буде простіше купити запчастину, а по-друге, виробник буде відповідати за якість, намагаючись не втратити замовника.
У 1914 році відбувається зміна моделей, автомобілі серії 40 і 50 замінюються автомобілем моделі Four, а 60 — Six, яка до того ж має збільшену на 35 см базу в порівнянні з попередником.
4-ка мала двигун, об'ємом 4,9 л, а 6-ка — 7,3 л. Тепер усі автомобілі отримують ліве розташування керма, центральне розташування важеля КПП, а також звичний тепер спідометр. Цього року Вільям Дюрант, глава «Дженерал Моторс», веде переговори з Джозефом Коулом про покупку його фірми і включення марки в імперію GM. Однак Коул відмовляється.
1915 рік робить фірму третім за рахунком американським виробником автомобілів з двигуном V8, об'ємом в 5,7 л. У 1915 році першим був «Кадиллак», слідом йшов «Каннінгем», і тепер ось «Коул». Цікавий факт, що хоч мотори «Кадиллака» і «Коула» будувала одна фірма, але конструкції були різні, двигун фірми «Коул» мав знімні головки, і взагалі двигун сконструював інженер фірми «Коул» — Кроуфорд, машина отримала індекс 8-50 і 8-60, різниця була в розмірах шасі, модель 8-60 мала базу, всього на 2,5 см більшу від побратима.
Крім новинки, були перероблені моделі 1914 року, 4-циліндрове авто отримує індекс Standard Four Series 4-40, а 6-ка — Big Six Series 6-60.
Окрім іншого, в 6-циліндровому модельному ряді з'явилася менша модель — Sensible SIx Series 6-50, об'єм двигуна його становив усього 4,7 л.
У 1916 році залишилися 8-циліндрова модель і велика шістка, яка отримала індекс Big Six Series 6-66, однак вже через рік у каталогах фірми нічого, крім V8, було вже не знайти, залишилася спадкоємиця моделі 8-60, яка тепер називалася 8-70.

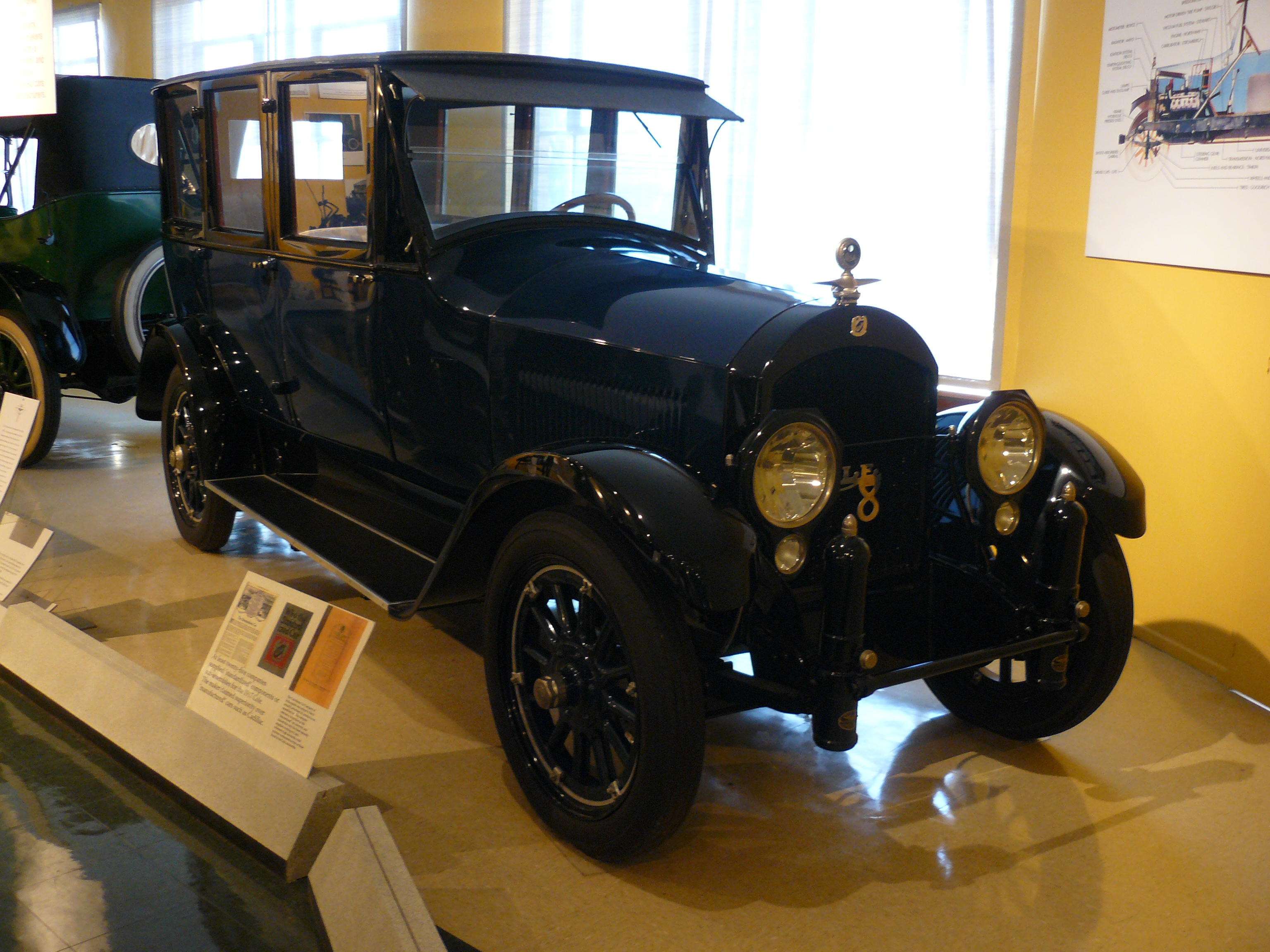
Cole Aero Eight 885 Toursedan

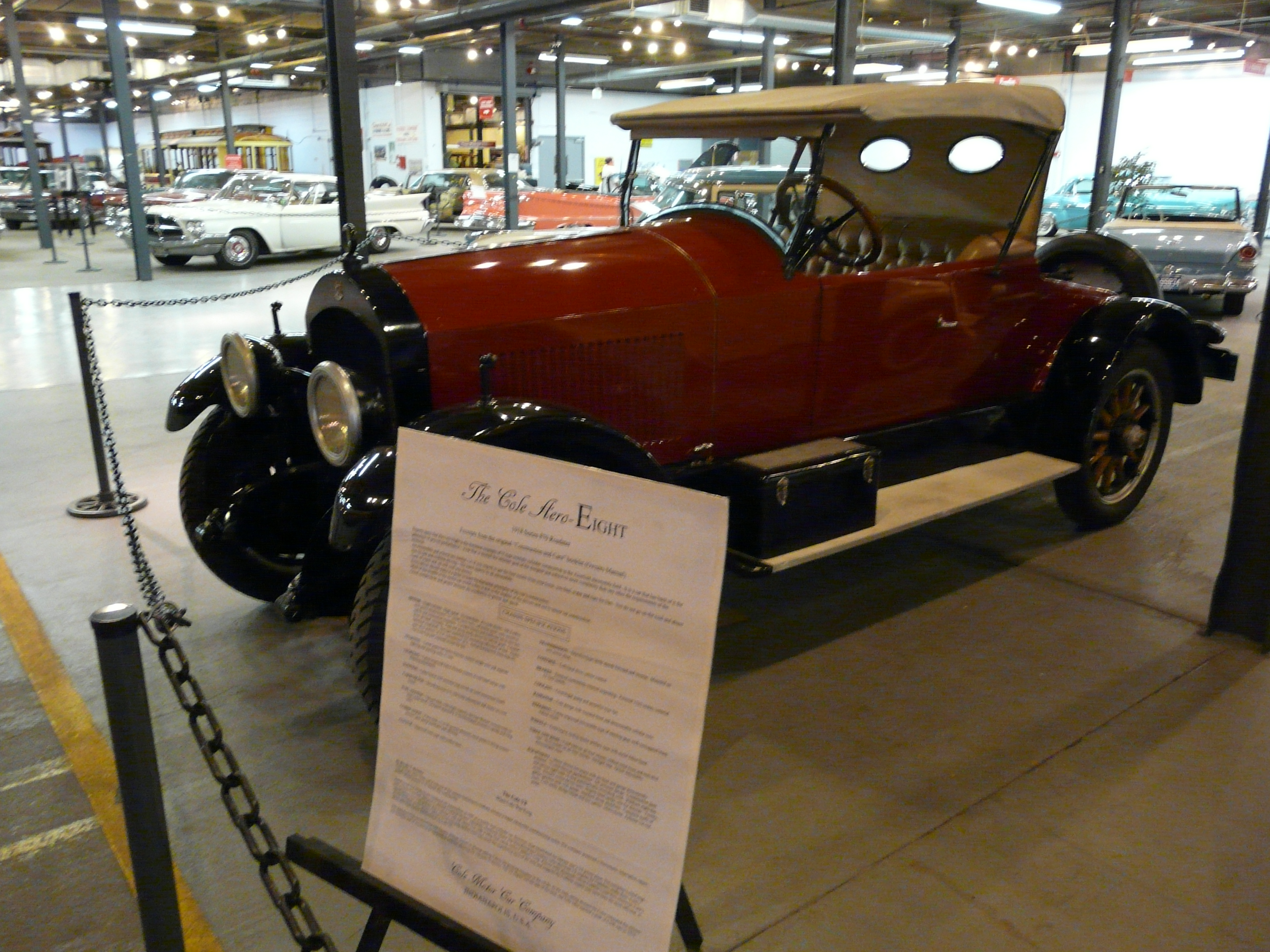
Cole Aero Eight 872 Sportster

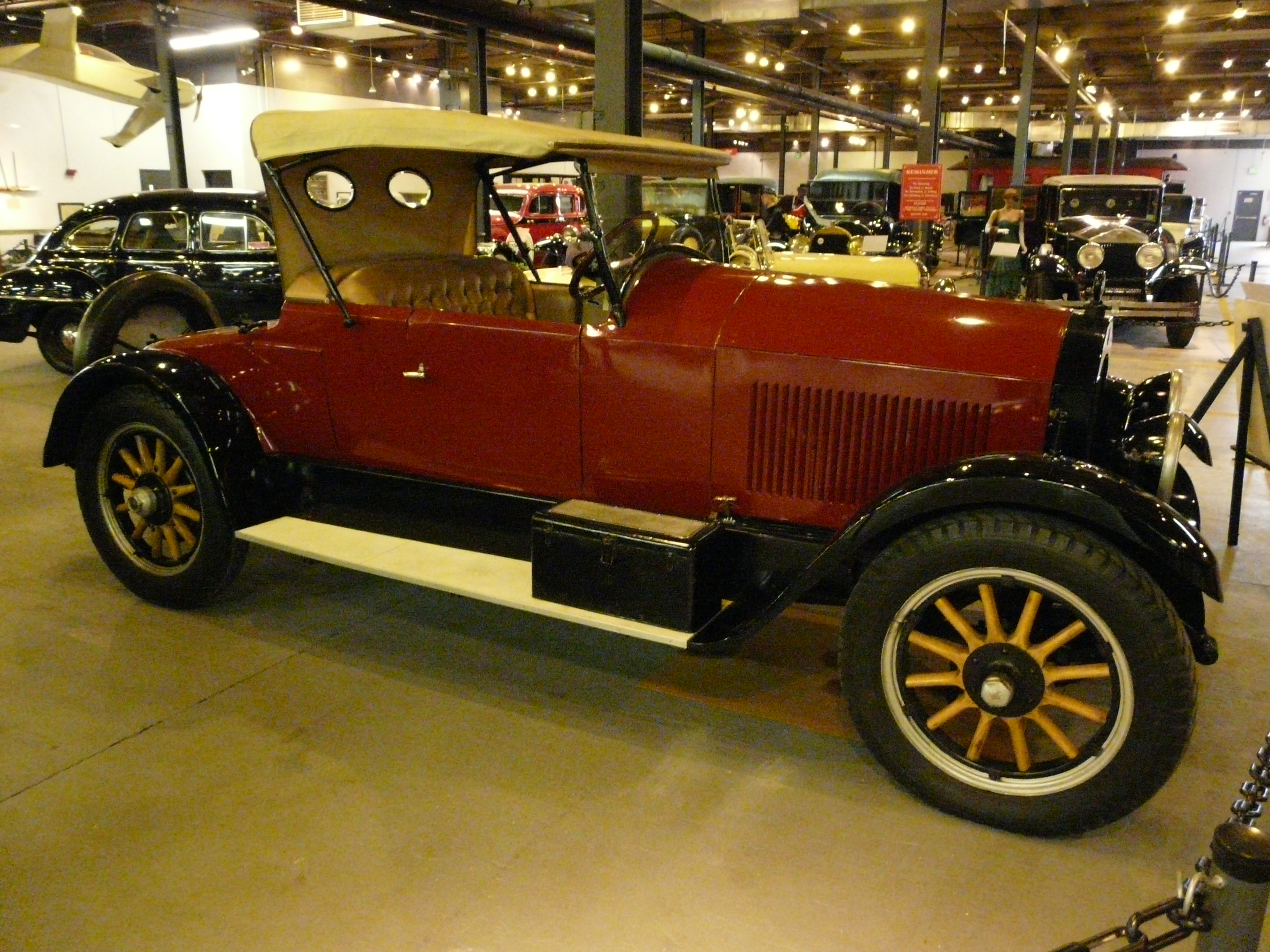
Cole Aero Eight 872 Sportster

У 1918 році автомобілі отримують назву Aero-Eight, мотор машини залишається колишнім, але покупець може вибирати між 70- і 80-сильними варіантами, також залишаються колишніми і шасі, але на машину можна замовити 7 різних кузовів.

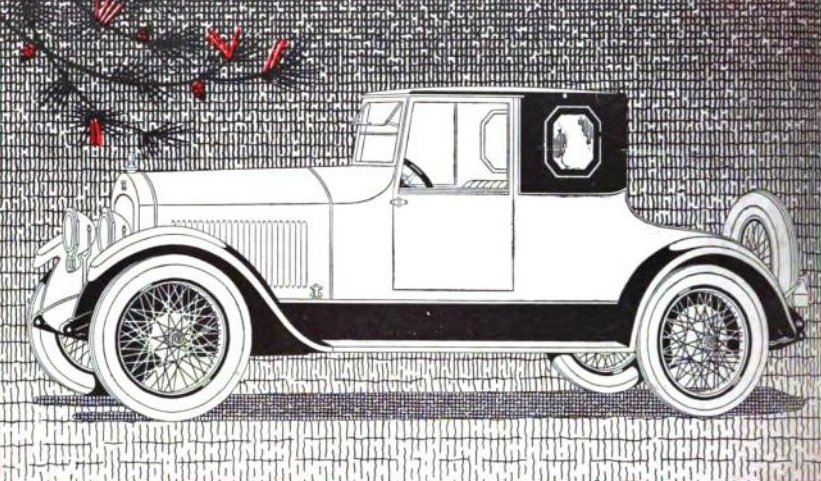
Cole Master 890 Imperial Coupe

У 1919 році фірма «Коул» була на другому місці після фірми «Кадиллак» з продажу 8-циліндрових автомобілів, машини серії «Аеро-Ейт» випускалися до 1924 року. В 1923 році з'явилася модель 890, яка отримала злегка модернізовані шасі, на її базі і з'явилася нова серія, яка називалася «Майстер».
Однак у цьому році продажі фірми починають падати внаслідок післявоєнної рецесії. У 1924 році Коулу випала честь виставити автомобіль як Pace-Car на гонках Індіанаполіс 500.

## Припинення виробництва автомобілів. Закриття компанії
Однак і це не сприяло продажам, борги ростуть, у підсумку в січні 1925 року Коул вирішує не допустити ганебного продажу з молотка свого дітища, а самому закрити виробництво. Він починає ліквідацію фірми, проте не встиг докінчити почате, бо 8 серпня 1925 року Коул несподівано помирає від інфекції у віці 56 років. Одразу після його смерті фірма була оголошена банкрутом і пущена на розпродаж.
За 1925 рік фірма змогла знайти всього 607 покупців на свої автомобілі. А за 16 років своєї історії загалом було випущено 40 717 автомобілів, з яких досі збереглося тільки 70, до того ж мало хто пам'ятає цю фірму.

## Список автомобілів Cole
- 1908 — Cole Solid Tire
- 1909 — Cole Model 30
- 1910 — Cole Series 30
- 1912 — Cole Series 40
- 1913 — Cole Series 50
  - Cole Series 60
- 1914 — Cole Four
  - Cole Six
- 1915 — Cole 8-50
  - Cole 8-60
  - Cole Standard Four Series 4-40
  - Cole Big Six Series 6-60
  - Cole Sensible SIx Series 6-50
- 1916 — Cole Big Six Series 6-66
  - Cole 8-70
- 1918 — Cole Aero Eight 885
  - Cole Aero Eight 872
- 1923 — Cole Aero Eight 890
  - Cole Master 890